# Borriana
Borriana är en ort och kommun i provinsen Biella i regionen Piemonte, Italien. Kommunen hade 875 invånare (2018).